# Гватемальский кетсаль
Кетсаль (кетсал, кетцаль) — денежная единица Гватемалы. Получила своё название в честь национальной птицы кетцаль. Введена в 1925 году вместо ранее обращавшегося песо по соотношению 60 песо = 1 кетсаль.
В обращении находятся монеты достоинством в 1, 5, 10, 25, 50 сентаво и 1 кетсаль и банкноты номиналом в 1, 5, 10, 20, 50, 100 и 200 кетсалей.

## Монеты

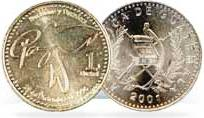

## Банкноты
В обороте находятся банкноты номиналом 1, 5, 10, 20, 50, 100 и 200 кетсалей различных годов выпуска.
Банкноты старых образцов выпуска после 1948 года являются платёжным средством, встречаются крайне редко и изымаются из оборота по мере износа. Банкноты следующих серий отличаются незначительными изменениями в оформлении и признаках защиты.
| Серия 1989—2009 годов | Серия 1989—2009 годов | Серия 1989—2009 годов | Серия 1989—2009 годов | Серия 1989—2009 годов | Серия 1989—2009 годов                                                                                      | Серия 1989—2009 годов                               | Серия 1989—2009 годов |
| Изображение           | Изображение           | Номинал (кетсаль)     | Размеры (мм)          | Основные цвета        | Описание                                                                                                   | Описание                                            | Год печати            |
| Аверс                 | Реверс                | Номинал (кетсаль)     | Размеры (мм)          | Основные цвета        | Аверс | Реверс                                              | Год печати            |
| --------------------- | --------------------- | --------------------- | --------------------- | --------------------- | --- | --------------------------------------------------- | --------------------- |
|                       |                       | 0,50                  | 67 х 156              | оранжевый, зелёный    | Портрет Текуна Умана                                                                                       | Первый храм в Тикале                                | 1989                  |
|                       |                       | 1                     | 67 х 156              | зелёный, розовый      | Портрет Хосе Орельяны                                                                                      | Здание Банка Гватемалы                              | 1990                  |
|                       |                       | 1 пластик             | 67 х 156              | зелёный, розовый      | Портрет Хосе Орельяны                                                                                      | Здание Банка Гватемалы                              | 2006                  |
|                       |                       | 5                     | 67 х 156              | фиолетовый, красный   | Портрет Хусто Барриоса                                                                                     | Учительница с учениками в классе                    | 1990                  |
|                       |                       | 10                    | 67 х 156              | красный, голубой      | Портрет Мигеля Гранадоса                                                                                   | Заседание национальной ассамблеи 1872 года          | 1989                  |
|                       |                       | 20                    | 67 х 156              | синий, фиолетовый     | Портрет Мариано Гальвеса                                                                                   | Подписание Акта о независимости Центральной Америки | 1989                  |
|                       |                       | 50                    | 67 х 156              | оранжевый, розовый    | Портрет Карлоса Сахриссона                                                                                 | Сбор кофе на плантации                              | 1989                  |
|                       |                       | 100                   | 67 х 156              | коричневый, жёлтый    | Портрет Франсиско Маррокина                                                                                | Университет в г. Сан Карлос Барромео                | 2001                  |
|                       |                       | 100                   | 67 х 156              | коричневый, жёлтый    | Портрет Франсиско Маррокина                                                                                | Университет в г. Сан Карлос Барромео                | 2008                  |
|                       |                       | 200                   | 67 х 156              | синий, жёлтый         | Портреты Себастьяна Коркуэры (англ. Sebastián Hurtado de Corcuera), Мариано Вальверде и Германа Алькантары | Руины лунной ночью                                  | 2009                  |

## Режим валютного курса
В настоящее время в Гватемале используется режим плавающего валютного курса. Критерием эффективности курсовой политики (курсовой якорь) выступают показатели инфляции.